# Digital Photography Review
Digital Photography Review，简称DPReview，创建于1998年，是一个主营数码相机与数字摄影的网站。 该网站提供了数码相机，镜头和配件的全面评测，购买指南，用户评论，给每个型号的相机分设的论坛以及通用摄影论坛。DPReview网站还设有一个数据库，其中包含有关各个数码相机，镜头，打印机和图像处理应用程序的信息。早期他们的总部在伦敦，2010年，Digital Photography Review与大多数团队迁至美国华盛顿州的西雅图。目前此网站归属亚马逊公司。2023年3月21日，Digital Photography Review在他们的官网宣布，自2023年4月10日起该网站将停止運營，并在后续提供有限时间的只读服务，不過2023年6月20日，DPReview於官網宣佈網站已被Gear Patrol收購，歷史的評測資料將被繼續保存且網站會繼續運營。

## 主要特点
自1998年该网站上线以来，DPReview定期发布详尽的，针对技术的相机评测。评论的深度与广度随时间变化，但是基本的测评流程（对操作和菜单的详尽描述，一贯不变可复现的摄影棚测试，像素级并列比较）自成立以来一直没有变。2004年，DPReview针对便携相机引入了一种较短的“简洁”评论格式，并在2008年引入了分组测试。该网站的相机评测始终提供与同类竞品相机并排对比的拍摄样张和测试结果。2010年，网站引入了一个交互式比较小部件，使读者可以比较数据库中任一相机的摄影棚测评结论。 之后的小部件增加了对比相机其他测试结果（例如噪点和动态范围）的功能。网站还提供了大规模的实际拍摄样片相册，包含所有评测过以及没有评测过的相机与镜头。
直到2010年2月，DPReview都没有对相机评过数字分数，而是使用了经常引起争议的六级评分系统（按优劣依次为：强烈推荐，推荐，高于平均水平，平均，低于平均水平，较差）。 该网站现在使用多达11个分类对所有相机和镜头进行评分（这些分类又基于“相机性能和规格的近60个方面”构成）。与此同时新的计分系统引入了两个自由裁量奖（“金奖”和“银奖”）。
2008年，DPReview 推出了镜头测评栏目。
尽管其大部分已发表的评论均与数码相机相关，但DPReview也会偶尔发布打印机，软件，摄影书，配件和移动成像设备的测评。
DPReview网站里设有一个数码相机，镜头，打印机和桌面成像软件包的数据库。 相机产品页面包含完整规格，产品和样本照片，用户评论以及其他内部和外部资源的链接。 产品数据库具有浏览，搜索和比较同类产品的功能。
DPReview站内设有交流论坛，并参与评论（针对某些但不是所有类型的内容），登载用户创建的文章和产品评论，提供摄影挑战与免费的个人画廊。网站向注册用户提供简易的个人消息系统。
DPReview偶尔会发表非测评文章，内容涉及影像科学与技术，摄影技术，采访摄影师和行业人物，以及购买指南。 在2012年，DPReview增设了“链接目录”功能，这个功能允许注册用户查看和订阅DPReview网站外的RSS和推特更新，而无需离开站点。
DPReview暂时没有在大中华区运营的计划，也没有中文内容，而与之相似的同类型测评网站DxoMark则在2017年宣布提供中文版网站，并开始进入大中华区市场，针对手机提供测评服务。

## 所有权历史
Philip和Joanna Askey夫妇于1998年12月在英国成立了Digital Photography Review。 2007年5月14日，网站被亚马逊收购 。DPReview雇用了由内部和自由作家，组成专门的编辑团队，并且在编写评测时独立于亚马逊。
最初的创始人Phil Askey不再参与该站点的日常运行。 该公司直接雇用14名全职职工。 Askey卸任后由Simon Simonson担任总经理，他于2010年就任该职位。Joinson于2004年加入公司，此前曾创办和编辑过数本英国数码摄影杂志，包括What Digital Camera。
2007年5月14日，DPReview宣佈網站已被亞馬遜公司收購，創辦人Phil Askey表示這是一個令人興奮的里程碑，並期待能在 Amazon 的支持下，擴大產品涵蓋範圍，並為讀者和社群提供新的網站功能。
2007年，该网站每月的独立访客突破了700万（“in excess of 7 million unique viewers monthly”）。
2023年3月22日，DPReview於社群平台及官網表示網站即將於4月10日停止運營，高層同意網站內容將會於關站之後繼續以唯讀方式保存。
2023年6月20日，DPReview於官網宣佈網站已被Gear Patrol收購，總經理Scott Everett表示，DPReview現有的核心編輯、技術和商業團隊將繼續留在DPReview，並與Gear Patrol合作投資網站的未來發展。
现任经理是Scott Everett，他于2011年以产品经理的身份加入DPReview。